# Día Internacional de las Personas No Binarias
El Día Internacional de las Personas No Binarias se celebra cada año el 14 de julio y tiene como objetivo crear conciencia y organizarse en torno a los problemas que enfrentan las personas no binarias en todo el mundo. El día se celebró por primera vez en 2012. La fecha fue elegida por estar precisamente entre el Día Internacional de la Mujer (8 de marzo) y el Día Internacional del Hombre (19 de noviembre).
La mayoría de los países del mundo no reconocen el género no binario como legal, lo que significa que la mayoría de las personas no binarias todavía tienen un pasaporte de género e identificación oficial. Australia, Bangladés, Canadá, Dinamarca, Alemania, Países Bajos, Estados Unidos, y Nueva Zelanda incluyen o han incluido opciones de género no binario en sus pasaportes, o bien permiten a las personas residentes que marquen su género con una 'X' en su permiso de conducir.
La Semana de Concientización No Binaria es la semana que comienza el domingo o el lunes anterior al Día Internacional de las Personas No Binarias el 14 de julio. Este es un período de concientización LGBTQ+ dedicado a aquellos que no encajan dentro del género binario tradicional, es decir, aquellos que no se identifican exclusivamente como hombre o mujer, o que pueden identificarse como hombre y mujer, o pueden caen fuera de estas categorías por completo.